# Markku Toikka
Markku Tapani Toikka (* 5. April 1955 in Somero) ist ein finnischer Schauspieler, Komiker, Drehbuchautor und Synchronsprecher.

## Leben und Wirken
Markku Toikka wuchs in der südfinnischen Kleinstadt Somero auf.
Er absolvierte nach seinem Schulabschluss eine professionelle Schauspielausbildung und ist seit 1978 als Schauspieler tätig. Er wirkte bislang in mehr als 60 Film-und-Fernsehproduktionen mit. Große Bekanntheit erlangte er im Jahr 1985 durch seine Rolle des an Schizophrenie erkrankten Pekka in dem Film Calamari Union.
Toikka spielte auch am Theater zahlreiche Rollen und trat beispielsweise in Theaterstücken wie Schuld und Sühne, aber auch in Musicals und in Kabarett-Programmen auf. Er tritt als Stand-up-Comedian in diversen Fernsehshows und auf der Bühne in Erscheinung. Zudem ist Toikka als Drehbuchautor für Fernsehformate tätig. 
Er ist auch als Synchronsprecher von Zeichentrickfilmen und Animationsfilmen aktiv. So lieh er unter anderem Homer Simpson in Die Simpsons – Der Film in finnischer Sprache seine Stimme.
Markku Toikka ist verheiratet und hat mit seiner Frau einen Sohn und eine Tochter. Die Familie lebt in Helsinki.

## Filmografie (Auswahl)
- 1978: Nuorallatanssijan kuolema eli kuinka Pete Q sai siivet
- 1983: Huhtikuu on kuukausista julmin
- 1983: Crime and Punishment (Rikos ja rangaistus)
- 1984: Musta hurmio
- 1985: Calamari Union
- 1985: Suuri illusioni
- 1989: Anni tahtoo äidin
- 1999: Pikkusisar
- 2001: Valtapeliä elokuussa 1940
- 2004: Keisarikunta
- 2008: Kleine Hände, große Pfoten (Myrsky)
- 2011: Vares – Sukkanauhakäärme
- 2014: Kummeli V